# منطقه سنت ایمبنیا
منطقه سنت ایمبنیا منطقه‌ای است در جزیره ساردینیا، ایتالیا که احتمالاً مرکز مهمی برای بازاریابی و آماده‌سازی محصولات محلی و خارجی، به ویژه در شبه‌جزیره ایبری استفاده بود.

## جغرافیا
سنت ایمبنیا یک محل باستانی واقع در شمال غرب جزیره ساردینیا در فاصله ۱۵ کیلومتری سرزمین آلگرو در نزدیکی دریا در موقعیت خلیج کونته همچنین در فاصله کوتاهی تا معدنهای نقره در شهرک آرجنترییا؛ معدن آهن در کانالی‌یا؛ و معدن مس درب کالا بونا قرار دارد.

## تاریخچه
در سازندگی این محل شیوه خاصی از ساختمان سازی بنام نوراگه بکار گرفته شده و همچنین در برگیرنده مجموعه‌ای از کلبه‌ها که در ابتدای دهه ۸۰ میلادی در طول راه اندازی یک اردوگاه برجسته شدند.
. این بنا به عصر برنز ۱۵۰۰ تا ۱۳۰۰ قبل از میلاد مسیح برمی‌گردد که شامل یک نگهدارنده؛ دو برج کوچکتر که با هم یک بدن را با یک پروفایل چهارضلعی محدب منحنی تشکیل می‌دهند.
روستایی که با فاصله کوتاهی از آن قرار دارد و هدف اصلی مطالعات بود، بعداً ساخته شد و تا قرن ۵ قبل از میلاد مسیح مسکونی بود؛
تقسیم شده به بلوکهای مختلف با یک حیاط داخلی که کوچه‌های سنگفرشی از آن عبور کرده و با هم به میدانهای کوچکی که آنها هم سنگفرشی بودند؛ منتهی می‌شوند. این محل یک ساختمان تقسیم شده‌است و بنظر می‌آید یک ویلای دریایی بوده که جهت تولید محصول و همچنین جمع‌آوری محصولاتی که از سرزمینهای دیگر می‌رسیدند؛ بکار گرفته شد.
اولین تحقیقات به‌طور سیستماتیک بین سالهای ۱۹۸۲ و ۱۹۹۰ توسط باستانشناسان: سوزانّا بافیکو، فولوییا اسکیاوو، ایدا اوّجانو، داوید ریجوی صورت گرفته‌است.
در همین دوره کمیت بالایی از مواد سرامیکی از نوع نوراگیک (مربوط به شیوه ساختمان سازی خاص آن دوران) و فنیقی‌ها (اشاره به مردمی که در سواحل شرقی مدیترانه نزدیک لبنان در قرن ۲۱ قبل از میلاد مسیح مستقر بودند) ساخت سرزمین شام به نمایش گذاشته شد.
علاوه بر سرامیک یونان در بین آنها سرامیکی بنام اسکای فوس که به شکل نیم دایره معلق می‌باشد که مربوط به نیمه اول قرن هشتم قبل از میلادی است این سرامیک از قدیمی‌ترین محصول وارداتی ائوبویا (یک جزیره در یونان) در مدیترانه مرکزی بود.
در قرن ۷ قبل از میلاد مسیح زمانیکه فنیقی‌ها (اشاره به مردمی که در سواحل شرقی مدیترانه نزدیک لبنان در قرن ۲۱ قبل از میلاد مسیح مستقر بودند) تصمیم گرفتند که ترددهای خودشان را به سمت قسمت شمالی جزیره جابجا کنند؛ منطقه ایمبنیا اهمیت خودش را از دست داد.